# Polygala subglobosa
Polygala subglobosa là một loài thực vật có hoa trong họ Polygalaceae. Loài này được Paiva miêu tả khoa học đầu tiên năm 1998.